# Fernán Pérez de Oliva
Fernán Pérez de Oliva (* um 1497 in Córdoba; † um 1533) war ein spanischer Dramatiker und Moralphilosoph.

## Leben
Der einer andalusischen Adelsfamilie entstammende Fernán Pérez de Oliva wurde von seinem Vater, der sich selbst mit Geisteswissenschaften befasste, sorgfältig erzogen. Er studierte in Salamanca und Alcalá Philosophie und schöne Wissenschaften, dann in Paris Mathematik und Physik. Daraufhin begleitete er seinen Onkel, der am Hof Leos X. in Ansehen stand, nach Rom, wo er das Studium der alten Sprachen eifrig fortsetzte. Nach dem Tod seines Onkels begab er sich wieder nach Paris und hielt dort drei Jahre lang mit viel Beifall Vorlesungen über Humaniora. Der über Olivas universitären Erfolg informierte Papst Hadrian VI. suchte ihn nach Rom zurückzuholen, doch Oliva kehrte in sein Vaterland heim und gehörte 1528 in Salamanca zu den Gründern des dortigen erzbischöflichen Kollegs. Er hielt in derselben Stadt auch Vorlesungen über Moralphilosophie, Theologie und Mathematik. 1529 wurde er Rektor der Universität von Salamanca. Kaiser Karl V. ernannte ihn zum Lehrer seines  kleinen Sohnes, des nachmaligen Königs Philipp II., doch starb Oliva in jungem Alter, noch ehe er diese Stelle antreten konnte.
Oliva hat sich als Schriftsteller um die Literatur seines Vaterlandes bedeutende Verdienste erworben, indem er die spanische Sprache nach der altklassischen zu bilden und zu veredeln suchte. Sein Ruhm beruht vorzugsweise auf seinen moralphilosophischen Schriften, unter denen besonders sein im Geist Ciceros geschriebener Diálogo de la dignidad del hombre (Dialog über die Würde des Menschen; abgedruckt in Bd. 65 der Biblioteca de autores españoles) für das erste klassische Muster didaktischer Prosa in der spanischen Literatur gilt. Oliva hinterließ dieses Werk unvollendet, es wurde aber 1546 von Francisco Cervantes de Salazar fortgesetzt.
Auch in seinen Dramen, die zu den ältesten in spanischer Sprache verfassten Trauerspielen gehören, ist Oliva ein Nachahmer antiker Autoren. Er bearbeitete in etwas trockenem Prosaton den Amphitruo des Plautus (als Comedia de Anfitrión, um 1525; hrsg. von K. von Reinhardstöttner, München 1886), die Elektra des Sophokles (als La venganza de Agamenón, 1528) und die Hekabe des Euripides (als Hécuba triste, 1528; abgedruckt in Sedanos Parnaso, Bd. 6).
Olivas Werke wurden zuerst von seinem Schüler und Neffen Ambrosio de Morales herausgegeben (Córdoba 1585–86) und erst, nachdem sie 200 Jahre lang auf dem Index der verbotenen Bücher gestanden hatten, wieder gedruckt (2 Bde., Madrid 1787).